# 바다교향곡
《교향곡 1번 라장조 ‘바다’》(A Sea Symphony)는 본 윌리엄스가 작곡한 소프라노, 바리톤 독창, 합창과 관현악을 위한 교향곡이다. 본 윌리엄스의 최초의 교향곡으로 〈교향곡 1번〉이라는 번호를 붙여 말하지만 바다교향곡 또는 교향곡 1번 ‘바다’라고도 불린다. 교향곡 1번 '바다'는 미국의 시인 월트 휘트먼의 시에 붙인 작품이다. 바다를 상징하며, 죽음을 극복하고 승리하는 인간 정신과 영적인 경험을 주제로 한 대서사시이다.

## 작곡
본 윌리엄스의 첫 번째 교향곡은 윌트 휘트먼의 작품 <풀잎>에서 발췌한 시에 합창곡을 붙인 형태로 처음 탄생했다. 본 윌리엄스 또한 처음에는 다른 많은 재능 있는 젊은 작곡가들과 같이 매우 독창적이지만 원숙미가 부족하여 다소 설득력이 떨어지는 작품들을 썼다. 이 곡은 6년이 지나서야 완성되었다. 그 결과물은 더할 나위 없이 뛰어난 것이었고, 그것은 마치 휘트먼의 시에 대한 본 윌리엄스의 반짝이는 영감들이 모여 거대한 힘을 발산하는 바다를 그려놓은 한 폭의 그림 같았다. 이 곡은 전통적인 4악장 형태를 갖추고 있으며 도입부는 밝은 팡파르로 시작된다.
느린 악장은 은하계와 ‘많은 공통점’을 가진 바다의 모습에 대한 야상곡적 표현이고 3악장의 활기찬 스케르초는 관현악단과 합창단에게 고도의 기교를 요구한다. 피날레에서는 점점 음악이 고요해지며 ‘깊은 곳만을 향해 나아가라’는 작곡가의 메시지가 전달된다.
약 1시간 10분의 바다교향곡은 그의 작품 中 최장 길이로, 당시 독일 교향곡의 전통을 따라 빠른 도입부, 느린 2악장, 스케르초 3악장, 피날레 4악장으로 되어있는 전통 고전적 교향곡의 기준을 따르고 있다. 1악장은 19분간이나 지속된다. 중간 2,3악장은 11분과 8분 길이이고 4악장에서는 약 30분 간 지속된다.
바다교향곡의 모태가 된 것은 미국시인 월트 휘트먼(Walt Whitman)의 시집 ‘풀잎(Leaves of Grass)’이었다. 당시에 영국에서는 휘트먼이 잘 알려져 있지 않았다. 휘트먼의 시를 읽고 본 윌리엄스는 자유와 방황, 탐험을 지향하고, 복종과 귀환, 안정을 거부하는 그의 시정신에 깊이 매료되었다. 특히 인간의 삶과 영혼, 자유와 평등, 개척의 정신을 바다와 항해, 배에 비유한 시에 깊은 인상을 받았다.두 사람은 낭만주의자이자 탐험가, 개척자였다. 그들의 배는 거친 파도와 싸우며 늘 그렇게 바다위 떠 있었다. 본 윌리엄스는 망망대해를 헤쳐나가는 뱃사람의 모습에서 자기 자신을 보았으며, 우주에 던지는 거대한 메시지에서 새 시대의 미래를 얽었다. 휘트먼의 시는 그에게 바다 그 자체와 시대의 바다, 영원성과 인류에 바치는 거대한 합창교향곡을 작곡하고 싶은 욕구를 불러 일으컸다.
휘트먼의 ‘풀잎’은 당시 영국의 지식인들에게 ‘대단한 사건’이었다. 그들은 휘트먼의 시가 던져주는 힘찬 메시지에 주목했다. 구세기의 어두운 그림자가 물러가고, 세계가 새로운 세기를 준비하고 있을 무렵 휘트먼의 작품은 새로운 시대정신의 정수를 보여주는 것이였다. 그의 시는 과학의 발전과 인간성의 회복, 개척정신으로 고무된 낙관적인 세계간을 보여주는 새 시대의 표상이었으며, 신세계에 보내는 가슴 벅찬 찬가이자 희망가였다. 휘트먼은 미국 정신의 진정한 대변자였는데, 영국의 지식인들이 이 미국시인의 시에 매료되었다는 사실이 흥미롭다. 그들은 본능적으로 그리고 앞으로 다가올 세기를 이끌어갈 나라가 바로 미국이라는 사실을 깨닫고 있었던 것이다, 이 미래의 신세계에서 날아온 ‘젊은 시가’ 갇혀 있던 이들에게 신선한 바람을 불러 일으켰다.
1909년에 완성하고 이듬해에 초연한 이 작품은 4개의 악장으로 고전적인 형태를 가지고 있지만, 성악적인 부분이 많아 교향곡이라기보다는 오라토리오나 칸타타와 같은 느낌이 들기도 한다. 바다와 파도를 그림처럼 묘사했으며, 바다를 통해 전체적으로 ‘죽음을 극복한 인간의 승리’와 마지막 악장에서는 ‘미지의 영적인 세계로의 출범’을 노래하고 있다.
제1악장 ‘모든 바다와 배의 노래 (A Song for all Seas, All Ships)’, 제2악장 ‘밤에 혼자 바닷가에서 (On the Beach at Night, Alone)’, 제3악장 ‘파도 (The Waves)’, 제4악장 ‘탐험하는 사람들 (The Explorers)’로 각 악장마다 표제가 붙어있으며, 31살부터 구상해 7년의 시간이 걸린 그의 가장 긴 교향곡이기도 한 이 작품은 음을 이용한 시(Tone Poem)라고 할 수 있다. 힘 있게 미지의 바다를 누비던 영국의 기상이 서려있다.
이 작품은 1910년 리즈 축제(Leeds Festival)에서 본 윌리엄스의 지휘로 초연되었다. 이
작품의 완성도는 작곡 당시의 나이가 31세라는 그의 젊은 나이를 착각하게 만들었다.
이 작품은 1923년 한 차례 수정되었다.

## 해설
본 윌리엄스 교향곡 1번의 정식 명칭은 ‘4악장에 의한 소프라노와 바리톤 독창, 합창과 관현악을 위한 바다의 교향곡’이다. 바다를 사실적으로 묘사했다기보다 바다를 통해 죽음을 물리치는 인간 승리와 미지의 세계로 돛을 올리는 모습을 표현하고 있다. 두 명의 솔리스트(소프라노와 바리톤)와 합창, 관현악으로 구성된다. 베토벤이 그의 교향곡 9번 마지막 악장에 합창을 쓴 이래, 교향곡 장르에서 시도된 ‘성악과 기악의 만남’을 전통적인 형식에 대입해 만들었다.
본 윌리엄스의 곡은 교향곡 양식을 따르고 있지만 성악이 많아 칸타타 성격이 강하다. 1910년 작으로 1악장 ‘모든 바다와 모든 배의 노래’, 2악장 ‘홀로 밤의 해변가에서’, 3악장 ‘물결’, 4악장 ‘탐험하는 사람들’로 되어 있고, 가사는 월트 휘트먼의 시 ‘풀잎’에서 네 편을 뽑았다. 브라스 팡파르와 합창의 찬가로 시작하는 첫 악장은 순식간에 넓은 바다의 풍경을 눈앞에 펼친다. 선원들의 힘찬 항해와 바람에 넘실대는 파도의 운동감을 강주와 약주를 반복하는 음악 속에 시각적으로 그렸다. ‘홀로 밤의 해변가에서’란 부제가 딸린 두 번째 악장은 ‘야상곡’이다. 바리톤 솔로가 고향의 어머니를 그리며 외로움을 곱씹는 1부와 공간과 시간의 광대함 속에 개인의 의미를 살피는 2부로 나뉜다. 3악장 ‘물결’은 합창과 관현악만 등장하는 스케르초. 마지막 장인 ‘탐험하는 사람들’은 30분 정도로 네 악장 중 가장 길다.
본 윌리엄스는 ‘바다’라는 표제를 붙인 그의 교향곡 1번에 인간의 목소리와 관현악이 어우러진 웅장한 음악으로 바다의 광대함을 노래했다. 처음부터 끝까지 ‘노래되는’ 이 교향곡은 단순한 교향곡이라기보다는 대규모 칸타타나 오라토리오 같은 작품이다. 가사는 미국의 시인 월트 휘트먼의 시집 ‘풀잎’ 중 바다와 관련된 부분에서 따온 것이다.
말러 교향곡 8번 ‘천인’ 1악장의 어마어마한 도입부에 비견될 만한 본 윌리엄스 ‘바다 교향곡’의 1악장은, 금관악기의 팡파르에 이어 ‘보라! 저 바다를’이라는 웅장한 합창으로 시작한다. 처음부터 듣는 이를 압도하는 이 음악은 바다의 광대함과 신비로움을 전해준다. 또 ‘바다’라는 상징을 통해 영적인 세계로 출범하고자 했던 휘트먼적 비전을 잘 표현해냈다.
이 곡은 성령강림절의 찬미가를 가사로 하는 말러의 천인교향곡 1부과 비슷한 영적인 느낌을 준다. 하지만 초연 당시 1000명 이상의 인원이 필요했던 말러의 작품보다는 악기 편성이 작다. 소프라노·바리톤 합창과 오케스트라가 함께 연주하며 1악장에는 ‘모든 바다, 모든 배를 위한 노래’, 2악장에는 ‘고독한 밤의 바닷가에서’, 3악장에는 ‘파도’, 4악장에는 ‘탐험가들’이라는 부제가 붙어 있다. 그러나 본 윌리엄스의 ‘바다교향곡’ 역시 말러의 교향곡처럼 인간에 대한 성찰과 그 본질적인 문제를 음악으로 풀어냈다는 점에서 지극히 영적인 작품이라 할 만하다.
바다에 대한 다양한 분위기가 명백하게 묘사되어 있는 이 작품은 그럼에도 불구하고 전례로부터 근본적으로 출발되었음이 드러나 있다. 오스트리아와 독일의 음악적 테두리에서 벗어나 자유로운 영국 음악을 추구하고자 했던 본 윌리엄스는 고상한 예술과 민속이 반영된 음악을 결합했다. 월트 휘트먼의 시구에 맞춰 이 작곡가는 바다의 항해와 지상에서의 미지에 세계에 대한 영혼의 여정 사이에서 보여지는 유사성을 음악으로 끌어왔고, 배는 마침내 수평선 위에서 자취를 감춘다.
이 작품의 모태가 된 것은 미국시인 월트 휘트먼의 시집 <풀잎>이었다. 그의 시를 읽고 본 윌리암스는 자유와 방황, 탐험을 지향하고, 복종과 귀환, 안정을 거부하는 그의 시정신에 깊이 매료되었다. 특히 인간의 삶과 영혼, 자유와 평등, 개척의 정신을 바다와 항해, 배에 비유한 시에 깊은 인상을 받았다. 두 사람은 낭만주의자이자 탐험가, 개척자였다. 그들의 배는 거친 파도와 싸우며 늘 그렇게 바다 위에 떠 있었다. 보온 윌리암스는 1909년에 6년간의 작업 끝에 거대한 합창과 오케스트라를 위한 <바다교향곡>을 완성하였다.
베토벤이 자신의 마지막 교향곡에 성악을 도입한 이래 많은 작곡가들이 교향곡과 성악의 융합을 추구했다. 멘델스존 교향곡 2번 '찬가'와 말러의 성악교향곡들, 그리고 쇼스타코피치 교향곡 13번 '바비야르', 14번 '죽은자의 노래' 등이 성악교향곡들로서 많은 사랑을 받고 있다. 이들 교향곡들은 가사를 전달하기 위한 수단으로서 성악을 도입한 것으로 순수 기악곡인 교향곡에 성악을 첨부하여 표현영역만을 확대한 것이었다. 그러나 본 윌리엄스 교향곡에 있어서의 성악은 그 의미가 다르다. 베토벤의 '환희의 송가'나 말러의 교향곡이 기악에 성악을 첨가한 양상을 띄고 있는 반면, 본 윌리엄스의 경우는 성악 자체를 극한까지 추구한, 진정한 의미의 성악교향곡인 것이다. 관현악보다 성악이 우위를 차지하는 관계로 마치 오라토리오나 칸타타와 같은 분위기가 느껴진다. '바다'라는 제목에서 느껴지듯 표제성을 띄고 있고, 가사의 내용을 통한 상징성이 강해 순수 기악곡으로서 절대성을 지닌 교향곡과는 거리감이 느껴지나, 통상적인 고전적 교향곡의 형식을 따르고 있다는 점에서 교향곡으로 분류한다.
그는 1910년 10월 자신의 지휘로 이 작품을 초연했고, 그 후 그는 영국을 대표하는 작곡가 반열에 올라서게 되었다. <바다교향곡>은 모두 4악장으로 이루어져 있다. 제1악장 〈모든 바다와 모든 배들의 노래>는 힘찬 합창으로 시작한다. 보라. 바다를! 끊임없이 요동치는 가슴, 그 위에 떠있는 배들을! 보라! 바람 속에 부풀어지며, 초록빛과 푸른빛으로 점점이 부서지는 그 하얀 항해를! 오늘 바다를 항해하는 배의 거친, 짧은 레치타티브 사납게 흩어지는 물살과 포효하는 소리로 불어제치는 바람 모든 나라의 뱃사람의 노래 펄펄 날려라! 오! 바다여. 너희 나라의 국기를! 펄펄 날려라! 모든 용감한 선장들! 슬퍼하라! 그들의 의무를 다한 배와 더불어 침몰한 모든 뱃사람들!
이어지는 2악장은 <풀잎>에 들어 있는 연작시 <바다에서의 표류> 중에 나오는 <밤에 홀로 바닷가에서>를 가사로 사용한 것으로 밤에 바닷가에서 파도 소리를 들으며 우주의 신비에 대해 생각하는, 매우 분위기있는 야상곡이다. 조용한 2악장에 이어 연주되는 3악장은 전형적인 교향곡의 3악장처럼 스케르쪼로 되어 있다. 휘트먼의 <풀잎>에 나오는 <파도>를 가사로 인용했는데, 제목 그대로 바다에서 파도치는 모습을 마치 그림을 그리듯이 생생하게 묘사한 회화적인 악장이다.
4악장은 휘트먼의 시 <인도로 가는 길>에서 발췌한 가사로 되어 있다. 본 윌리암스는 <인도로 가는 길>에서 필요한 부분을 발췌한 다음 <탐험하는 사람들>이라는 제목을 붙였다. 4악장 <탐험하는 사람들>은 장엄한 “오 허공 중에 헤엄치는 거대한 구체여”로 시작한다. 이 서주는 처음 두 악장에서 탐구했던 본 윌리암스의 형이상학적인 개념을 발전시킨 것이다. 그리고 이 악장의 클라이막스 “마침내 그 가치있는 이름의 시인, 신의 참된 아들이 제 노래를 부르며 오리라.”는 교향곡 전체의 클라이막스라 할 수 있다. 이 교향곡의 피날레는 월트 휘트먼과 본 윌리암스, 이 두 사람이 마침내 어떤 결론에 도달했는지를 보여준다. 그들은 항구에 돌아와 영원히 편안하게 정박하는 것을 거부한다. 대신 또 다른 항해를 준비한다. 오! 나의 용감한 영혼이여! 오! 더 멀리, 더 멀리 항해하라. 오! 용감한, 그러나 안전한 희열이여! 그것들 모두 신의 바다가 아니더냐 오! 더 멀리, 더 멀리, 더 멀리 항해하라 두 사람은 외친다. 닻을 들어올리고 배와 함께 영혼의 항해를 떠나라고. 미지의 세계로 항해를 떠난 이들이 시야에서 완전히 사라졌을 때, 바다교향곡은 그 여정을 마감한다.

## 악기편성
피콜로, 플루트2, 오보에2, 잉글리시 호른, 클라리넷2, 베이스 클라리넷, 바순2, 콘트라바순, 호른4, 트럼펫3, 트롬본3, 튜바, 팀파니, 큰북, 작은북, 트라이앵글, 심벌즈, 탐탐, 하프2, 오르간, 현5부(14, 14, 12, 12, 10)
(바리톤, 소프라노 독창, 혼성 4부합창), 무대 뒤, 별도: 트럼펫4

## 연주시간
- 1시간 10분

## 템포
1. Andante maestoso (느리고 장엄하게)
2. Largo sostenuto (아주 느리게, 음을 보전하고 각 음표를 충분히)
3. Scherzo, Allegro brillante (스케르초, 빠르고 화려하게)
4. Finale, Grave, Molto adagio (피날레, 느리고 장중하게, 대단히 매우 느리게)

## 가사

### 제1악장
| A Song for all Seas, all Ships Behold, the sea itself, And on its limitless heaving breast, the ships; See, where their white sails, bellying in the wind, speckle the green and blue, See, the steamers coming and going, steaming in or out of port, See, dusky and undulating, the long pennants of smoke. Behold, the sea itself, And on its limitless heaving breast, the ships. Today a rude brief recitative, Of ships sailing the seas, each with its special flag or ship-signal, Of unnamed heroes in the ships - of waves spreading and spreading far as the eye can reach, Of dashing spray, and the winds piping and blowing, And out of these a chant for the sailors of all nations, Fitful, like a surge. Of sea-captains young or old, and the mates, and of all intrepid sailors, Of the few, very choice, taciturn, whom fate can never surprise nor death dismay, Picked sparingly without noise by thee old ocean, chosen by thee, Thou sea that pickest and cullest the race in time, and unitest the nations, Suckled by thee, old husky nurse, embodying thee, Indomitable, untamed as thee. Flaunt out, O sea, your seperate flags of nations! Flaunt out visible as ever the various flags and ship-signals! But do you reserve especially for yourself and for the soul of man one flag above all the rest, A spiritual woven signal for all nations, emblem of man elate above death, Token of all brave captains and of all intrepid sailors and mates, And of all that went down doing their duty, Reminiscent of them, twined from all intrepid captains young or old, Token of all brave captains And of all that went down doing their duty, Token of all brave captains and of all intrepid sailors and mates, Token And of all that went down doing their duty, Reminiscent of them, twined from all intrepid captains young or old, amblem of man elate above death, A pennant universal, subtly waving all the time, o'er all brave sailors, One flag, one flag above all the rest. Behold, the sea itself, And on its limitless heaving breast, the ships All seas, all ships. | 모든 바다와 모든 배들의 노래 보라! 저 바다를! 끊임없이 벅차 오르는 가슴 위에, 저 배들을! 보라! 하얀 돛들이, 바람속에서 부풀어 오르고, 점점이 부서지며 초록과 푸른 빛으로 피어지는 것을! 보라! 저 항구를 끊임없이 오고 가는 증기선들을. 보라! 부서지는 파도같이 휘날리는 긴 연기들을. 보라! 저 바다를! 끊임없이 벅차 오르는 가슴 위에, 저 배들을! 오늘 바다를 항해하는 배의 거친 레치타티브, 독특한 깃발과 신호를 가진 무수한 항해선. 그안에 숨겨진 영웅들. 눈이 닿는 저 편까지 퍼지고 퍼지는 파도. 격렬한 물보라와 휘몰아치는 저 바람, 이 중 모든 항해사의 노래만이 파도처럼 솟구쳐 오르네. 젊은 선장과 나이든 선장들, 그들의 항해사들과 용감무쌍한 선원들. 운명에 결코 놀라거나 죽음에 절망하지 않는 선택 받은 과묵한 자들. 당신의 바다에서 고요하게 선택된 자들. 시간 속에 가장 특별한 당신의 바다이며, 온 나라를 하나로 묶네. 노련하고 늠름한 당신의 보호를 받으며 꿋꿋함과 야성으로 당신을 나타내리. 휘날려라, 오 바다여. 각 나라의 깃발을! 휘날려라, 모든 깃발과 배의 신호들을! 그 어느 때보다 확실하게 보이도록 휘날려라. 당신은 당신만을 위한 무언가와 뛰어난 인간의 영혼을 위한 단 하나의 깃발을 가지고 있는가. 온 나라들을 위한 영혼의 신호와 죽음 위에 놓여있는 인간의 상징. 모든 용맹한 선장들과 선원들, 그리고 항해사들의 징표. 젊고 나이든 용감한 선장들의 많은 추억과 모든 용감한 선장과 그들의 의무를 다한 모든 사람들의 징표 모든 용맹한 선장들과 선원들, 그리고 항해사들의 징표. 그들의 의무를 다하고 침몰한 모든 이들. 젊고 나이 든 용감한 선장들의 많은 추억과 죽음 위에 놓여있는 인간의 상징. 모든 용감한 항해사들을 넘어 휘날리는 만국의 깃발이여. 하나의 깃발이여, 나머지 모든 것 위에 있는 하나의 깃발이여. 보라! 저 바다를! 끊임없이 벅차 오르는 가슴 위에, 저 배들을! 모든 바다, 그리고 모든 배들을. |

### 제2악장
| On the Beach at Night, alone On the beach at night alone, As the old mother sways her to and fro singing her husky song, As I watch the bright stars shining, I think a thought of the clef of the universes and of the future. A vast similitude interlocks all, All distances of space however wide, All distances of time, All souls, all living bodies though they be ever so different, All nations, all identities that have existed or may exist, All lives and deaths, all of the past, present, future, This vast interlude spans them, and always has spanned, And shall forever span them and shall compactly hold and enclose them. On the beach at night alone. | 홀로 있는 밤 해변가에서 마치 늙으신 어머니가 흔들거리며 쉰듯한 소리로 노래할 때, 저 밝게 빛나는 별들을 바라보며, 나는 우주와 미래에 대한 음좌표(音座標)에 대해 생각하네. 광대한 공간, 모든 시간의 거리, 모든 영혼, 모든 육체. 이 모든 것은 서로 다를지 모르지만 유사함으로 모두가 서로 맞물려 돌아가네. 모든 나라들, 존재하거나 존재할지도 모르는 모든 이들. 모든 생명과 죽음, 모든 과거, 현재, 미래, 이 거대한 유사함이 서로 이어지고, 그리고 항상 이어져 왔네. 또한 영원히 이어질 것이고, 서로를 빈틈없이 붙잡고 에워쌀 것이라. 홀로 있는 밤 해변가에서. |

### 제3악장
| The Waves After the Sea-Ship after the whistling winds, After the white-gray sails, taut to their spars and ropes, Below, a myriad, myriad waves, hastening, lifting up their necks, Tending in ceaseless flow toward the track of the ship. After the Sea-Ship after the whistling winds, Waves of the ocean, bubbling and gurgling, blithely prying, Waves, undulating waves liquid, uneven, emulous waves, Toward that whirling current, laughing and buoyant, with curves, Where the great Vessel, sailing and tacking, displaced the surface. Larger and smaller waves, in the spread of the ocean, yearnfully flowing; The wake of the Sea-Ship, after she passes—flashing and frolicsome, under the sun, A motley procession, with many a fleck of foam, and many fragments, After the Sea-Ship after the whistling winds, A motley procession, with many a fleck of foam, and many fragments, After the Sea-Ship after the whistling winds, After the white-gray sails, taut to their spars and ropes, Below, a myriad, myriad waves, hastening, lifting up their necks, Following the stately and rapid Ship in the wake following. following, following. A motley procession, with many a fleck of foam, and many fragments, Following the stately and rapid Ship in the wake following. following. (Repeat once) Following!! (Ends with emphasis) | 파도 (물결) 저 바닷배를 뒤 쫓아, 저 썡썡 부는 바람을 뒤쫓아, 돛대와 밧줄에 팽팽히 묶인 저 은백색 돛을 뒤 쫓아, 아래에는 수없이 많은 파도가 서두르며 그들의 목을 들어 올리고 끊임없이 선박의 항로로 쓸려가네. 저 바닷배를 뒤 쫓아, 저 썡썡 부는 바람을 뒤쫓아, 부글부글, 콸콸 흐르며, 파도, 끊임없이 출렁이는 파도. 일렁이는 거대한 파도, 소용돌이치는 해류, 쾌활하게 굽이돌며 거대한 배가 항해하며 방향을 바꾸며, 흐트러지는 바다로 향하네. 저 넒은 바다에서 갈망하듯 흐르는 크고 작은 파도. 배가 지나간 후 그 길을 뒤이어 태양 아래에서 반짝이며 즐겁게 뛰노네. 물거품과 물보라로 뒤덮인 몰아치는 파도의 행렬은, 저 바닷배를 뒤 쫓아, 저 썡썡 부는 바람을 뒤쫓아, 물거품과 물보라로 뒤덮인 몰아치는 파도의 행렬은, 저 바닷배를 뒤 쫓아, 저 썡썡 부는 바람을 뒤쫓아, 돛대와 밧줄에 팽팽히 묶인 저 은백색 돛을 뒤 쫓아, 아래에는 수없이 많은 파도가 서두르며 그들의 목을 들어 올리고, 저 장엄하고 빠른 배를 뒤따르네. 뒤따르네, 뒤따르네. 물거품과 물보라로 뒤덮인 몰아치는 파도의 행렬은, 저 장엄하고 빠른 배를 뒤따르네. 뒤따르네. (1번 반복) 뒤따르네!! (강조하며 끝남) |

### 제4악장
| The Explorers O vast Rondure, swimming in space, Covered all over with visible power and beauty, Alternate light and day and the teeming spiritual darkness, Unspeakable high processions of sun and moon and countless stars above, Below, the manifold grass and waters, With inscrutable purpose, some hidden prophetic intention, Now first it seems my thought begins to span thee. Down from the gardens of Asia descending, Adam and Eve appear, then their myriad progeny after them, Wandering, yearning, with restless explorations, with questionings, baffled, formless, feverish, with never-happy hearts, with that sad incessant refrain, "Wherefore unsatisfied soul? Whither O mocking life?" Ah, who shall soothe these feverish children? Who justify these restless explorations? Who speak the secret of the impassive earth? ("Wherefore unsatisfied soul? Whither O mocking life?") Yet soul be sure the first intent remains, and shall be carried out, Perhaps even now the time has arrived. After the seas are all crossed, After the great captains have accomplished their work, After the noble inventors, Finally shall come the poet worthy that name, The true son of God shall come singing his songs. O we can wait no longer, We too take ship O Soul, Joyous we too launch out on trackless seas, Fearless for unknown shores on waves of ecstasy to sail, Amid the wafting winds - (thou pressing me to thee, I thee to me, O Soul), Caroling free, singing our song of God, Chanting our chant of pleasant exploration. O Soul thou pleasest me, I thee, Sailing these seas or on the hills, or walking in the night, Thoughts, silent thoughts, of Time and Space and Death, like water flowing, Bear me indeed as though regions infinite, Whose air I breathe, whose ripples hear, lave me all over, Bathe me, O God, in thee, mounting to thee, I and my soul to range in range of thee. O thou transcendent, Nameless, the fibre and the breath, Light of the light, shedding forth universes, thou centre of them. Swiftly I shrivel at the thought of God, At Nature and its wonders, Time and Space and Death, But that I, turning, call to thee O Soul, thou actual me And Io, thou gently masterest the orbs, Thou matest Time, smilest content at Death, And fillest, swellest full the vastnesses of Space. Greater than stars or suns, Bounding O Soul thou journeyest forth; Away O Soul! Hoist instantly the anchor! Cut the hawsers - haul out - shake out every sail! Sail forth, steer for the deep waters only, Reckless O Soul, exploring, I with thee, and thou with me, Sail forth, steer for the deep waters only, For we are bound, where mariner has not yet dared to go, Reckless O Soul, exploring, I with thee, and thou with me, And we will risk the ship, ourselves and all. steer for the deep waters only. Sail forth. Sail forth! Sail forth, Sail forth!!! O my brave Soul! O farther, farther sail! O darling joy, but safe! Are they not all the seas of God? O farther sail... O farther sail..! O farther, farther sail! O my brave Soul! O farther, farther sail! O farther sail...!! | 탐험하는 사람들 오, 우주에서 헤엄치는 웅장한 구체여, 보이는 힘과 아름다움으로 둘러싸있고, 빛과 낮, 그리고 들끓는 영혼의 암혹이 섞여 있네. 위로는 형용할 수 없는 태양과 달, 그리고 무수한 별들의 행렬. 아래로는 다양한 초록의 식물들과 물. 헤아리기 어려운 목적과 숨겨진 예언을 가지고, 이제야 처음으로 내 생각이 그대에게 이른 듯하네. 아시아의 정원에서 내려온 아담과 하와가 나타나고 그리고 그들을 뒤따르는 무수한 자손들이, 쉼 없는 탐험 가운데 헤매며 갈망하고, 의심하고 혼란스러우며, 흥분하며 결코 행복함을 느낀 적 없이 끊임없는 불평으로, “왜 영혼은 만족하지 못하는가? 이 조롱적인 인생은 어디로 향하는가?” 아, 누가 이 안달이 난 아이들을 진정시킬 수 있는가? 누가 이 쉼 없는 탐험을 옳다고 해 줄 것인가? 누가 저 냉정하고 무감각한 지구의 비밀을 알려줄 것인가? ("왜 영혼은 만족하지 못하는가? 이 조롱적인 인생은 어디로 향하는가?") 하지만 영혼은 알고 있네, 애초의 목적이 남아있고 그것이 이어지고 있는 것을, 어쩌면, 이미 그때가 도래했으리. 바다를 모두 가로지른 후에, 저 위대한 선장들이 임무를 성공적으로 마친 후에, 숭고한 저 발명가들 뒤에, 마침내 그 이름에 걸맞은 시인이 나올 것이며, 참된 신의 아들이 주의 노래를 부르며 나아오리. 오 우리는 더 이상 기다릴 수가 없네. 오 영혼이여, 우리도 배를 타고 가세. 항로 없는 바다로 우리 또한 기뻐하며 나가세, 황홀한 파도가 치는 미지의 해안을 두려움 없이 항해하며, 가버운 바람으로 에워싸여, (오 영혼이여, 나는 당신을 향해, - 당신은 나를 향해 미네) 자유롭게 노래하며, 주를 찬양하며 우리의 흥겨운 탐험의 노래를 부르자. 오 영혼이여, 당신은 나의 기쁨이여. 이 광활한 바다와 저 언덕 위를 향해 혹은 밤길을 걸을 때, 혹은 밤길을 걸울 때, 생각, 물 흐르듯 고요한 생각, 시간과 공간, 그리고 죽음에 관한 생각들, 마치 무한한 공간과 같이 나를 품기를 원하네. 내가 숨쉬는 공기, 들리는 이 잔잔한 소리가 나를 온통 씻어 내리네, 나를 씻으소서, 오 신이시여, 당신께로 오르게 하소서. 당신 안에 저와 제 영혼이 있기를 원하옵니다. 오, 초월적이며 형언할 수 없는 그 강인함과 숨결 우주를 비추는 빛 중의 빛, 모든 것이 중심이신 당신. 나는 주의 생각 앞에서 한없이 작아지며, 자연과 그 경이함, 시간과 공간 그리고 죽음, 그러나 내가 되돌아 주에게 향하오니, 오 영혼이여. 당신이 결국 나인 것을. 당신은 온 우주를 부드러이 다스리며, 시간을 연결하며, 죽음 앞에 만족스러운 웃음을 짓고, 공간의 광활함을 채우고, 가득 부풀어 오르게 하시네. 별과 태양보다 훨씬 더 위대한 오 영혼이여, 그의 여정을 향하여 나아가자. 오 영혼이여 떠나라! 즉시 닻을 올려라! 밧줄을 자르라 - 끌어당기라 - 모든 돛을 흔들어라! 앞으로 항해하라, 깊은 바다로 나아가자. 무모하게 탐험하는 영혼이여, 나는 그대와, 그대는 나와 함께하네. 앞으로 항해하라, 깊은 바다로 나아가자. 우리는 함께이니 가지 못할 곳이 없으며, 무모하게 탐험하는 영혼이여, 나는 그대와, 그대는 나와 함께하네. 그리고 모두가 위험을 무릅쓰고 항해하네. 깊은 바다로 나아가자. 앞으로 항해하라. 앞으로 항해하라! 앞으로, 앞으로 항해하라!!! 오 나의 용감한 영혼이여! 오 멀리, 더 멀리 항해하라! 오 안전하고 기쁜 항해여! 모든 바다가 주님의 것이 아니더냐? 오, 멀리 항해하라... 오, 멀리 항해하라..! 오, 멀리, 더 멀리 항해하라! 오, 나의 용감한 영혼이여! 오, 멀리, 더 멀리 항해하라! 오, 멀리 항해하라...!! |

## 참고 문헌
- 《교향곡》 음악도서, 삼호출판사(명곡해설편찬위원회: 김방헌, 김정덕, 민경찬, 전지호)
- [네이버 지식백과] 바다 교향곡 [A Sea Symphony] (죽기 전에 꼭 들어야 할 클래식 1001, 2009. 6. 1., 매튜 라이 외 공저, 마로니에북스)
- [김종규의 음악이야기] (188) 바다의 교향곡